# Ausejo
Ausejo est une commune de la communauté autonome de La Rioja, en Espagne.

## Démographie
| 1900  | 1910  | 1920  | 1930  | 1940  | 1950  | 1960  | 1970 | 1981 |
| ----- | ----- | ----- | ----- | ----- | ----- | ----- | ---- | ---- |
| 1 602 | 1 504 | 1 405 | 1 327 | 1 428 | 1 376 | 1 165 | 815  | 701  |

| 1991 | 2001 | 2010 | - | - | - | - | - | - |
| ---- | ---- | ---- | - | - | - | - | - | - |
| 747  | 741  | 943  | - | - | - | - | - | - |

## Administration

### Conseil municipal
La ville de Anguiano comptait 780 habitants aux élections municipales du 26 mai 2019. Son conseil municipal (en espagnol : Pleno del Ayuntamiento) se compose donc de 7 élus.
| Parti | Parti                 | Voix | %    | Élus  |
| ----- | --------------------- | ---- | ---- | ----- |
|       | Parti populaire (PP)  | 230  | 51 % | 4 / 7 |
|       | Partido Riojano (PR+) | 221  | 49 % | 3 / 7 |

### Liste des maires
| Mandat    | Maire | Maire                             | Parti |
| --------- | ----- | --------------------------------- | ----- |
| 2007-2011 |       | Rafael Fernández Sáenz            | PSOE  |
| 2011-2015 |       | Rafael Fernández Sáenz            | PSOE  |
| 2015-2019 |       | Felipe San Juan Pérez (2015-2016) | PSOE  |
| 2015-2019 |       | Mª Ángeles San Juan (2016-2019)   | PP    |
| 2019-2023 |       | Pedro Luis Martínez Calvo         | PP    |